# Erwin Wilhelm Müller
Erwin Wilhelm Müller (Berlim, 13 de julho de 1911 — Washington, D.C., 17 de maio de 1977) foi um físico alemão.
Inventou o Microscópio Eletrônico de Campo, o Microscópio Iônico de Campo e a Sonda Atômica. Foi o primeiro a observar átomos experimentalmente.